# Джилліан МакАллістер
Джилліан МакАллістер (англ. Gillian McAllister; нар. 28 лютого 1985 року) — британська письменниця, авторка семи романів, всі з яких стали бестселерами. Її твори перекладено 40 мовами. Кілька романів екранізовано на телебаченні та в кіно. Серед її творів — «Все, крім правди» (2017), «Все, що ти скажеш» (опубліковано під назвою «Вибір» у Північній Америці), «Більше питань немає» (опубліковано під назвою «Добра сестра» у Північній Америці), «Докази проти тебе», «Як зникнути» та «Тієї ночі», який обрано книжковим клубом Richard&Judy, а також «Не в тому місці, не в той час», який обрано книжковим клубом Різ Візерспун, та який став бестселером Sunday Times та New York Times.

## Життя та кар'єра
Народилася у Саттон-Колдфілді та виросла у Тамворті. Після навчання у середній школі Белґрейв у Тамворті (тепер знана як Тамвортський коледж підприємництва) та здачі іспитів рівня А, вивчала англійську мову в Бірмінгемському університеті, де здобула ступінь бакалавра з відзнакою 2:1. Потім здобула юридичну освіту, вивчила ВКЛ та отримала похвалу. МакАллістер отримала відзнаку за курс юридичної практики у Юридичному коледжі, а потім працювала адвокаткою у двох юридичних фірмах у Бірмінгемі.
Писала художню літературу у вільний час упродовж усього дорослого життя, часто вечорами та під час поїздок на роботу та з роботи. Закінчила свій перший повний (неопублікований) роман, коли два роки хворіла на мононуклеоз. Її дебютний виданий роман «Все, крім правди» вийшов у видавництві «Michael Joseph», що є частиною видавництва «Penguin Random House UK». У перший тиждень роман «Все, крім правди» досяг шостого місця у списку бестселерів Sunday Times. Права на переклад продали кільком іноземним видавцям. Кожен з її наступних романів входив до двадцятки бестселерів, а п'ятий і шостий, «Як зникнути» та «Тієї ночі», потрапили до десятки найкращих. Роман «Тієї ночі» був вибором книжкового клубу Річарда та Джуді та досяг першого місця в магазині Kindle.
Роман «Не в тому місці, не в той час» продано у 31 країні й він миттєво став світовим бестселером. Наступний роман «Ще одна зникла безвісти» вийшов 2023 року.
Джилліан одружена та народила сина у жовтні 2022 року. У неї також є собака Венді.
Вона також веде подкаст «Чесні автори» разом із колегою-письменницею Голлі Седдон.

## Переклади українською
- МакАллістер, Джилліан (2025). Ще одна зникла безвісти. Переклад: Палій, Наталія. Книжковий клуб «Клуб Сімейного Дозвілля». с. 448. ISBN 9786171513204.
- МакАллістер, Джилліан (2023). Не в тому місці не в той час. Переклад: Палій, Наталія. Книжковий клуб «Клуб Сімейного Дозвілля». с. 416. ISBN 9786171503694.

## Зовнішні посилання
- Домашня сторінка авторки